# سیارک ۵۲۴۲۱
سیارک ۵۲۴۲۱ (به انگلیسی: 52421 Daihoji، نامگذاری:1994LA) پنجاه و دو هزار و چهارصد و بیست و یکمین سیارک کشف شده‌است که در ۱ ژوئن ۱۹۹۴ کشف شد.